# Mangora sufflava
Mangora sufflava là một loài nhện trong họ Araneidae.
Loài này thuộc chi Mangora. Mangora sufflava được Arthur Merton Chickering miêu tả năm 1963.